# Binnenhof (métro de Rotterdam)
Pour l’article homonyme, voir Binnenhof.
Binnenhof est une station terminus nord est de la ligne A du métro de Rotterdam. Elle est située, 20 Binnenhof, dans le quartier Ommoord (nl) de la ville de Rotterdam.
La station est mise en service en 1983.

## Situation sur le réseau

Plan du métro.

Établie en surface, Binnenhof, est la station terminus nord-ouest de la ligne A du métro de Rotterdam, elle est située avant la station Romeynshof, en direction du terminus ouest Vlaardingen-West,.
Elle dispose d'un quai central encadré par deux voies qui sont en impasse au bout du quai.

## Histoire
La station Binnenhof est mise en service le 28 mai 1983, lors de l'ouverture à l'exploitation du prolongement de la ligne Est-Ouest (nl) (nom de l'époque), de Capelsebrug à Binnenhof dans le quartier Ommoord (nl).
C'est depuis décembre 2009, lors de la mise en place, de la réorganisation et dénomination des lignes, qu'elle est le terminus nord de la Ligne A du métro de Rotterdam.

## Services aux voyageurs

### Accès et accueil
L'accès est situé au no 20 à Binnenhof. La station est équipée d'automates pour la recharge ou l'achat de titres de transport et d'abris sur le quais, elle est accessible aux personnes à la mobilité réduite.

### Desserte
Les circulations des rames varient suivant les heures et les aléas de l'exploitation : en situation ordinaire, les rames ont pour relation Binnenhof - Schiedam-Centre ; aux heures de pointe la relation est Binnenhof - Vlaardingen-West.

Installations et desserte
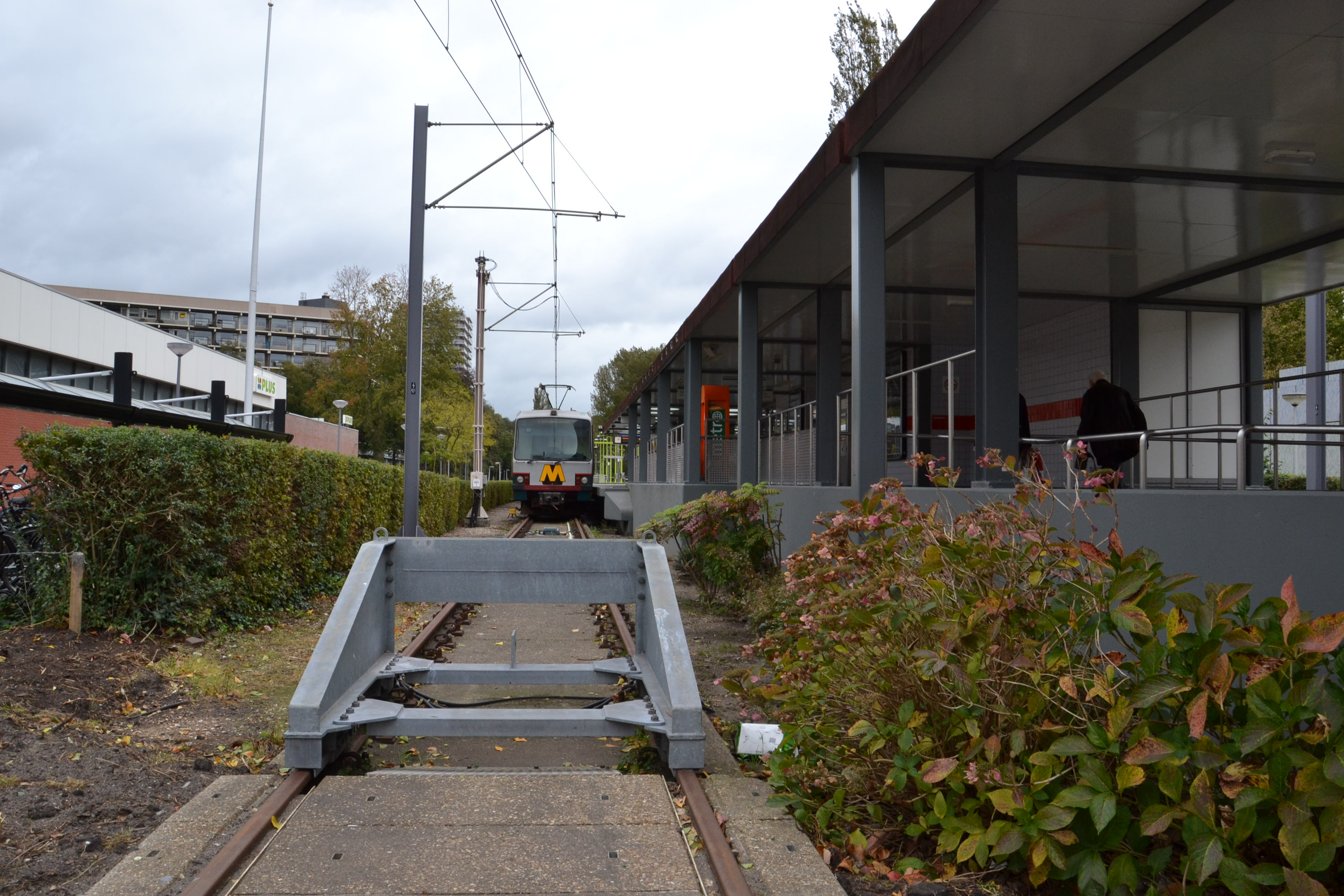
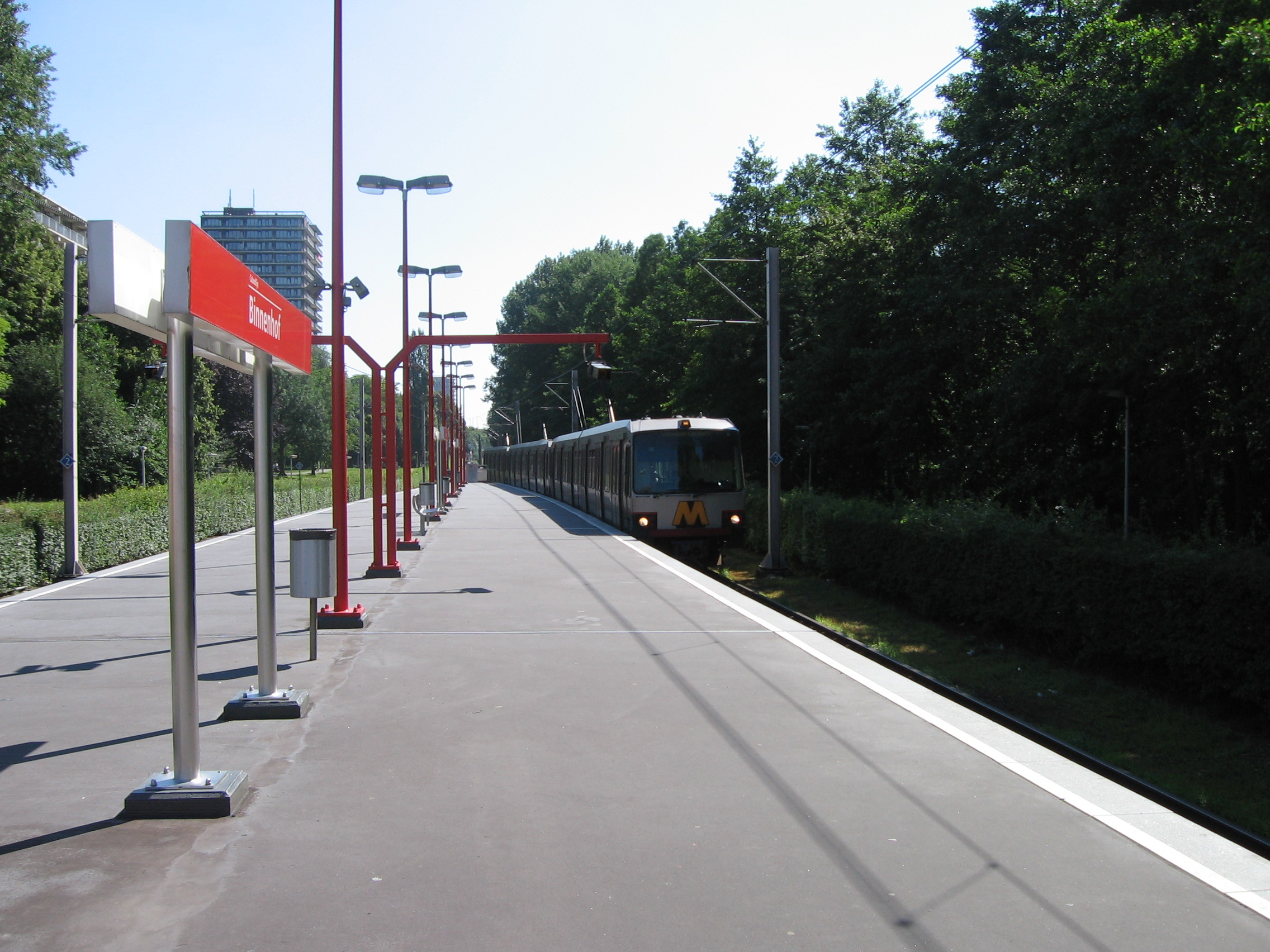
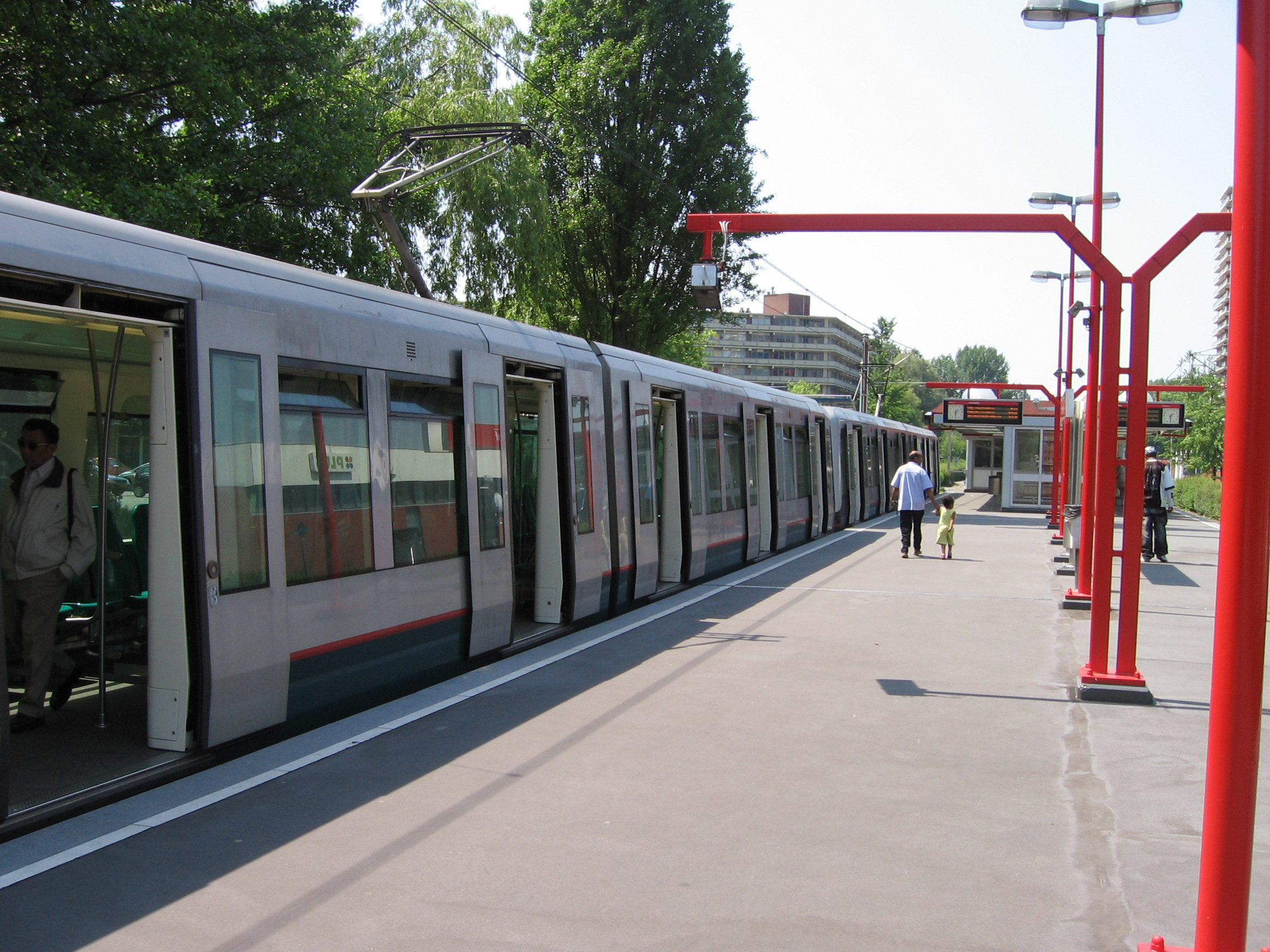

### Intermodalité
Un parking pour les véhicules est aménagé à proximité.

## À proximité
- Centre commercial Binnenhof